# 히가시칸키촌
히가시칸키촌(東神吉村)은 효고현 인나미군에 있던 촌이다. 현재의 가코가와시 히가시칸키정에 해당한다.